# Enok (plaats)
Enok is een bestuurslaag in het regentschap Indragiri Hilir van de provincie Riau, Indonesië. Enok telt 6672 inwoners (volkstelling 2010).